# Sofía Heinonen
Sofía Heinonen (Buenos Aires, 1969) és una biòloga i activista conservacionista argentina coneguda per la seva tasca per la reforestació dels aiguamolls d'Iberá després dels incendis.
Nascuda a Buenos Aires, se'n va anar a viure a la selva, en concret primer a la selva missionera, i després a Corrientes, on viu des de la dècada del 1990 i va criar els seus fills a Iberá. A través de la Fundació Rewilding Argentina, on dirigeix un equip de 170 persones, ha participat en la restauració de diversos ecosistemes a través de la reforestació i reintroducció d'espècies autòctones per afavorir la biodiversitat. Des del 2005 l'entitat s'ha centrat en la recuperació dels aiguamolls d'Iberá, on han aconseguit reintroduir el jaguar després de la seva extinció. L'entitat compra camps amb l'ajuda de donants, en restaura els ecosistemes i els dona a l'estat perquè funcionin com parcs naturals. El 2022 Heinonen va explicar el funcionament de l'entitat a la revista Nature. Heinonen va ser reconeguda com una de les 100 dones inspiradores de la BBC del 2022 per contribuir durant més de 30 anys a la creació d'espais protegits.